# Monolithe de Kurkh

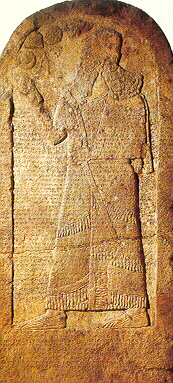

Le Monolithe de Kurkh est un monument assyrien haut de 2,2 mètres, contenant, dans sa partie finale, une description de la bataille de Qarqar. Il se trouve aujourd'hui au British Museum de Londres, mais il a été découvert dans le village kurde de Kurkh, près de la ville de Bismil dans la province de Diyarbakır, en Turquie. Les inscriptions sur cette stèle décrivent les six premières années de règne du roi assyrien Salmanazar III (859-824 av.J.-C.), bien qu'il manque la cinquième année.
Le monolithe raconte principalement les campagnes de Salmanazar en Mésopotamie occidentale et en Syrie, lors desquelles il combattit les pays de Bit Adini et de Karkemish. La partie finale du récit inscrit sur le monolithe contient le décompte des belligérants de la bataille de Qarqar, lors de laquelle une « alliance de douze rois » combattit Salmanazar dans la ville syrienne de Qarqar. Cette alliance, comprenant onze rois, était dirigée par Irhuleni, roi de Hama, et Hadadézer, roi de Damas, mais elle mentionne aussi un fort contingent mené par Achab, roi d'Israël. Le monolithe contient aussi la première mention historique des Arabes, un contingent de dromadaires ayant été mené, lors de cette bataille, par le roi arabe Gindibu.